# Lophodermium thujae
Lophodermium thujae är en svampart som beskrevs av Davis 1922. Lophodermium thujae ingår i släktet Lophodermium och familjen Rhytismataceae.   Inga underarter finns listade i Catalogue of Life.